# Manuel Aguilar de la Torre
Manuel Aguilar de la Torre (Uruapan, Michoacán, 1926-Cuernavaca, Morelos, 21 de agosto de 2003) fue un periodista, poeta y escritor mexicano, colaborador del periódico Excélsior. En secreto, sin que públicamente se supiera su identidad hasta años después de su muerte, publicó también obras literarias de carácter homosexual con el seudónimo de Paolo Po.
Fue corresponsal en el extranjero, residió muchos años en la Ciudad de México, pero terminó estableciéndose en Cuernavaca. Muy interesado en el arte, fue también curador de exposiciones, director general de las Galerías de Artes Plásticas de la Ciudad de México y cofundó y dirigió la Galería de Arte Contemporáneo de Michoacán, luego reconvertida en Museo de Arte Contemporáneo Alfredo Zalce.
De su obra poética y literaria publicada con su verdadero nombre, destacan los libros La casa en la montaña, Paralelo mínimo y Dolor por la muerte de un negro. Por ellas, se ganó los elogios de Alfonso Reyes y Salvador Novo.
Murió en Cuernavaca en 2003, enfermo de cáncer de pulmón.

## Paolo Po
Con el seudónimo de Paolo Po publicó varias obras, todas de marcado carácter homosexual (tendencia que Aguilar de la Torre mantuvo en secreto toda su vida). Según Miguel Ángel Teposteco:

Paolo Po era parte de una tradición de escritores que tocaron el tema de la homosexualidad bajo un seudónimo y de los que no se difundió su identidad, como Eduardo A. Castrejón con su 41, novela crítico social (1906) y Paolo X. Teruel con Los inestables (1968).

Las obras firmadas por el ficticio Paolo Po son 41 o el muchacho que soñaba en fantasmas, Los tarados del siglo XX (novela-cuento), Historia de un millón de muchachos. Una generación degenerada (novela) y El cadáver de Dios (ensayo-poesía). 
De todas ellas, es especialmente importante la primera novela, 41 o el muchacho que soñaba en fantasmas (1964), por tratarse de una de las pioneras de la literatura gay mexicana, si no la primera, ya que apareció meses antes que El diario de José Toledo de Miguel Barbachano Ponce, considerada por algunos autores la primera novela gay mexicana. que se escondía bajo el seudónimo de Paolo Po. La novela tiene forma de monólogo y en ella se describe la relación del narrador con su amante Fernando y el ambiente degradado, clandestino y frustrante de las relaciones homoeróticas en el México de la década de 1960. Este mundo marginal, conflictivo con la moral católica y de tintes angustiosos tiene concomitancias, según Tepotesco, con el universo literario de Pier Paolo Pasolini o William S. Burroughs.